# Glenarden
Glenarden è un comune degli Stati Uniti d'America nella contea di Prince George's, nello Stato del Maryland.